# Henry Brant
Pour les articles homonymes, voir Brant.
Henry Dreyfuss Brant est un compositeur américain. Il est né à Montréal le 15 septembre 1913 et mort à Santa Barbara le 26 avril 2008.
Henry Brant a développé le concept de musique spatiale. Pour lui, l’espace est une « quatrième dimension ». Il a remporté le prix Pulitzer de musique en 2002 pour sa composition Ice Field.
Henry Brant était un orchestrateur pour de nombreuses musiques de film de Hollywood, en particulier Cléopâtre, film pour lequel il a travaillé avec le compositeur Alex North.